# Grimmia arenaria
Grimmia arenaria là một loài Rêu trong họ Grimmiaceae. Loài này được Hampe mô tả khoa học đầu tiên năm 1836.